# Grand chelem (jeux de cartes)
Pour les articles homonymes, voir Grand chelem.
 (janvier 2020).
Si vous disposez d'ouvrages ou d'articles de référence ou si vous connaissez des sites web de qualité traitant du thème abordé ici, merci de compléter l'article en donnant les références utiles à sa vérifiabilité et en les liant à la section « Notes et références ».
Le terme « grand chelem » désigne l'action de remporter, aux  jeux de cartes de la même famille que le bridge-contrat, l'intégralité des matchs, levées ou points. Il est appelé vole à l'écarté  ou match au jass.

## Définition
Au tarot, le grand chelem est une annonce que fait le joueur en milieu de partie, affirmant qu'il sera capable de prendre à lui seul l'ensemble des plis moins un. Il peut alors poser l'excuse au dernier, le remportant tout de même. 
La notion de chelem reconnue par la Fédération française de tarot dans son règlement officiel est différente : l'annonce se fait au début de la partie et il faut remporter tous les plis avec éventuellement le cas particulier de l'excuse au bout.

## Synonymes
Selon les jeux, on peut trouver des synonymes :
- la vole à l'écarté ;
- le match au chibre (jass en allemand), jeu de cartes suisse apparenté à la belote.